# Гистеросальпингография
Гистеросальпингография (от др.-греч. ὑστέρα — «матка», σάλπιγξ — «труба», γράφω — «писать, изображать»; также метрография, метросальпингография, гистерография) — контрастное рентгенологическое исследование полости матки и проходимости фаллопиевых труб.
Гистеросальпингография проводится при внутриматочной патологии (внутреннем эндометриозе, подслизистой миоме матки, гиперплазии и полипах эндометрия), подозрении на трубном бесплодии, аномалиях развития матки, истмико-цервикальной недостаточности и туберкулёзе полости матки и труб.
Исследование проводится в рентгеновском кабинете при тщательном соблюдении правил асептики. Контрастное вещество (йодолипол) вводит с помощью специального шприца в полость матки врач-гинеколог. Рентгенолаборант в процессе процедуры находится за защитной ширмой. Пациентка лежит на спине, ноги согнуты в коленях, стопы опираются на стол. Центральный луч направляется перпендикулярно кассете на 4 поперечных пальца выше лонного сочленения. Условия: напряжение 85 кВ, сила тока 20 мА, время 5 с, плёнка размером 24—30 см.